# Croisy
Croisy är en kommun i departementet Cher i regionen Centre-Val de Loire i de centrala delarna av Frankrike. Kommunen ligger  i kantonen Nérondes som tillhör arrondissementet Saint-Amand-Montrond. År 2022 hade Croisy 144 invånare.

## Befolkningsutveckling
Antalet invånare i kommunen Croisy
Referens:INSEE